# Deep Silver
Deep Silver é uma publicadora de jogos eletrônicos alemã-austríaca e uma divisão da Plaion (formalmente Koch Media). Eugenio Vitale atua como diretor de desenvolvimento de jogos da Deep Silver.

## História
A Deep Silver foi anunciada em novembro de 2002, com seu primeiro lançamento sendo Anarchy Online: The Notum Wars. De acordo com Craig McNichol, que dirigia a filial da Koch Media na Inglaterra, a ideia por trás do Deep Silver era ter um segmento de negócios que desenvolvesse jogos que complementassem aqueles que a Koch Media estava distribuindo através outras publicadoras. McNichol também afirmou que o nome Deep Silver ficou sujeito a muita discussão interna. A Koch Media investiu €500,000 na Deep Silver em julho de 2003 e, em novembro de 2003, todas as operações de publicação de jogos da Koch Media (excluindo distribuição) foram realocadas para a Deep Silver. A divisão se manteve continuamente ativa desde então, principalmente na Europa. Em abril de 2008, a Koch Media abriu a Deep Silver, Inc., uma filial subsidiária com sede em Los Angeles, sob o controle da Deep Silver. Em agosto de 2007, o Games That Matter, um estúdio fundado por ex-funcionários da Rockstar Vienna em 2006, foi adquirido pela Koch Media e tornou-se parte da Deep Silver sob o nome Deep Silver Vienna. Os co-fundadores Niki Laber e Hannes Seifert deixaram o estúdio em janeiro de 2010, quando a Deep Silver Vienna foi fechada. A Deep Silver Vienna produziu apenas um jogo, Cursed Mountain, que foi desenvolvido em associação com a Sproing Interactive e lançado em agosto de 2009 para o Wii.
A Deep Silver atraiu muita atenção durante o lançamento de Dead Island e a aquisição da Volition. Dead Island foi seu primeiro lançamento a alcançar o primeiro lugar nas paradas de vendas, em setembro de 2011, e a aquisição da Volition se deu em janeiro de 2013, juntamente com os direitos da série Metro, proveniente dos processos de falência da THQ. A Deep Silver também adquiriu uma participação minoritária na desenvolvedora de jogos free-to-play baseada em Berlim, Infernum Productions, em dezembro de 2012. Em fevereiro de 2013, a Deep Silver anunciou sua intenção de expandir para o mercado de jogos para celular.
Em dezembro de 2013, a Fishlabs, que havia solicitado a autoadministração em outubro, foi adquirida pela Koch Media e se tornou o estúdio dedicado a jogos para dispositivos móveis da Deep Silver. Como o acordo era um negócio de ativos, a entidade legal do estúdio foi dissolvida e a Fishlabs foi reorganizada como uma divisão, oficialmente conhecida como Deep Silver Fishlabs. Em julho de 2014, a Deep Silver adquiriu os direitos de Homefront e sua sequência em desenvolvimento, Homefront: The Revolution, da desenvolvedora alemã Crytek. A Dambuster Studios (oficialmente, Deep Silver Dambuster Studios) foi criada para continuar o desenvolvimento de The Revolution, sucedendo à Crytek UK. Mais tarde, no mesmo dia, a Crytek anunciou que a Crytek UK seria fechada e todos os seus funcionários foram transferidos para o Dambuster Studios. Em agosto de 2018, a Koch Media adquiriu os direitos dos jogos da série TimeSplitters, que seriam supervisionados pela Deep Silver.
Em maio de 2020, a Koch Media e a THQ Nordic, que faziam parte da Embracer Group, trocaram vários direitos de propriedade intelectual: a Deep Silver recebeu Red Faction e Painkiller, enquanto entregava Risen, Rush for Berlin, Sacred, Second Sight e Singles: Flirt Up Your Life .

## Controvérsias
Em janeiro de 2013, a Deep Silver anunciou uma edição especial do seu próximo jogo, Dead Island: Riptide, intitulado Zombie Bait Edition, que incluiria uma estatueta de um torso feminino mutilado, na Europa e na Austrália. Após fortes críticas ao item, a Deep Silver inicialmente pediu desculpas, afirmando que estavam "profundamente tristes" e prometendo aos consumidores que algo assim não aconteceria novamente. No entanto, quando o jogo foi lançado em abril daquele ano, o busto ainda estava incluído, gerando mais reação.
Em janeiro de 2019, a Deep Silver fez uma parceria com a Epic Games em um contrato de exclusividade de um ano para a versão para PC do seu próximo jogo, Metro Exodus, na loja de distribuição digital da Epic, a Epic Games Store. Com esse acordo, o Metro Exodus foi removido da Steam, outra loja de distribuição digital, onde a Deep Silver vendia pré-encomendas para o jogo desde agosto de 2018. Além disso, o acordo foi feito e anunciado menos de três semanas antes do lançamento do jogo, causando desaprovação e confusão entre os críticos e fãs da franquia Metro. A Valve, a empresa por trás da Steam, classificou a decisão como injusta para os consumidores, enquanto os fãs inundaram as avaliações da loja com críticas negativas aos jogos anteriores da série.

## Jogos
As franquias publicadas pela Deep Silver incluem Metro da 4A Games e Saints Row da Volition, que foram adquiridas através do leilão de falências da THQ em 2013, bem como a série Dead Island, criada pela Techland. Outros jogos incluem Homefront: The Revolution, da Dambuster Studios, e Shenmue III, da Ys Net.